# 윤대성 (축구인)
윤대성(1974년 9월 10일 ~ )은 대한민국의 축구인이다. 부산 아이파크와 FC 서울 U-18팀에서 코치로 재직하였고, 2022년 12월 2일에 제주 유나이티드의 분석 코치로 부임하였다.